# Timoj trojlaločný
Timoj trojlaločný (Laser trilobum) je jediný popsaný druh bíle kvetoucí byliny z rodu timoj. V České republice je tato rostlina z čeledě miříkovitých velice vzácná a je považována za kriticky ohroženou.

## Rozšíření
Druh je ve střední Evropě rozšířen pouze ostrůvkovitě, hojnější je na Balkáně, Ukrajině a v evropské části Ruska, v Malé Asii, na Blízkém východě i v okolí Kavkazu.
Jeho stanoviště bývají nejčastěji ve světlých listnatých lesích, na jejich okrajích a lesních světlinách teplých pahorkatin. Snáší i polostín. Na alkalitu půdy není náročný, ta však musí být hlinitá a dlouhodobě vlhká. V České republice vyrůstá pouze na jediném místě, v národní přírodní památce Kukle v Diváckém lese mezi obcemi Diváky a Kurdějov nedaleko Hustopečí na jižní Moravě.

## Popis
Tento hemikryptofyt je vytrvalá rostlina s typickou vůni kmínu. Její 60 až 120 cm vysoká lodyha vyrůstá z dužnatého, hluboko sahajícího oddenku. Lodyha je lysá, jemně rýhovaná, lehce ojíněná a nahoře se větví. Přízemní listy s dlouhými oblými řapíky jsou obvykle trojčetné, jejich lístky s dlouhými stopkami jsou opět hluboce trojdílné nebo trojklané a jejich úkrojky jsou po obvodě pravidelně vroubkované. Lodyžní listy mají nafouklé pochvy, jsou méně členité, obvykle jen jednoduše trojsečné s třemi lístky nebo pouze trojlaločné.
Složený okolík se skládá z 11 až 20 okolíčků. Jeho obal chybí nebo je tvořen pouze 1 či 2 listeny, obalíčky pak několika opadavými dlouze kopinatými listeny. Protandrické květy jsou převážně oboupohlavné, v menším počtu samčí které se rozvíjejí nejdříve. Drobné, vytrvalé trojúhelníkovité kališní lístky jsou zašpičatělé. Vejčité bílé korunní lístky mají své konce dovnitř ohnuté. Rozkvétá v květnu až červnu. K opylení dochází geitonogamicky nebo entomogamicky, květy poskytují opylovačům nektar. Ploidie je 2n = 22.
Plody jsou vejčité nebo podlouhlé olivověhnědé dvounažky se světlými žebry, bývají 5 až 10 mm dlouhé a 3 až 4 mm široké. Se hřbetu jsou znatelně smáčknuté a je patrný 5zubý kalich. Na každém plůdku se podélně rýsuje 5 hlavních a 4 vedlejší nitkovitá žebra. Semeno bývá dlouhé 7 mm a široké 3 mm, hmotnost tisíce semen je okolo 19 gramů.

## Ohrožení
S ohledem na obzvláště malý areál výskytu v ČR byl timoj trojlaločný "Vyhláškou MŽP ČR č. 395/1992 Sb. ve znění vyhl. č. 175/2006 Sb." i "Červeným seznamem cévnatých rostlin České republiky z roku 2012" prohlášen za druh kriticky ohrožený (§1, C1r).